# グローリアス級航空母艦
グローリアス級航空母艦 (英語: Glorious class aircraft carrier) 、もしくはカレイジャス級航空母艦 (英語: Courageous-class aircraft carrier) はイギリス海軍の航空母艦の艦級である。カレイジャス級巡洋戦艦は3隻建造されたが、フューリアス (HMS Furious, 47) は第一次世界大戦中に航空母艦に改造され、1921年より多段式空母に改造された。1922年にワシントン海軍軍縮条約が締結されると、カレイジャス (HMS Courageous, 50) とグローリアス (HMS Glorious, 77) は1924年から空母改造工事に着手する。カレイジャスは1928年に、グローリアスは1930年に就役した。1935年に空母アーク・ロイヤル (HMS Ark Royal, 91) が起工して1938年に就役するまで、カレイジャス級空母3隻はイギリス海軍の主力空母であった。
第二次世界大戦で2隻が戦没し、フューリアスは大戦終結後に解体された。

## 概要

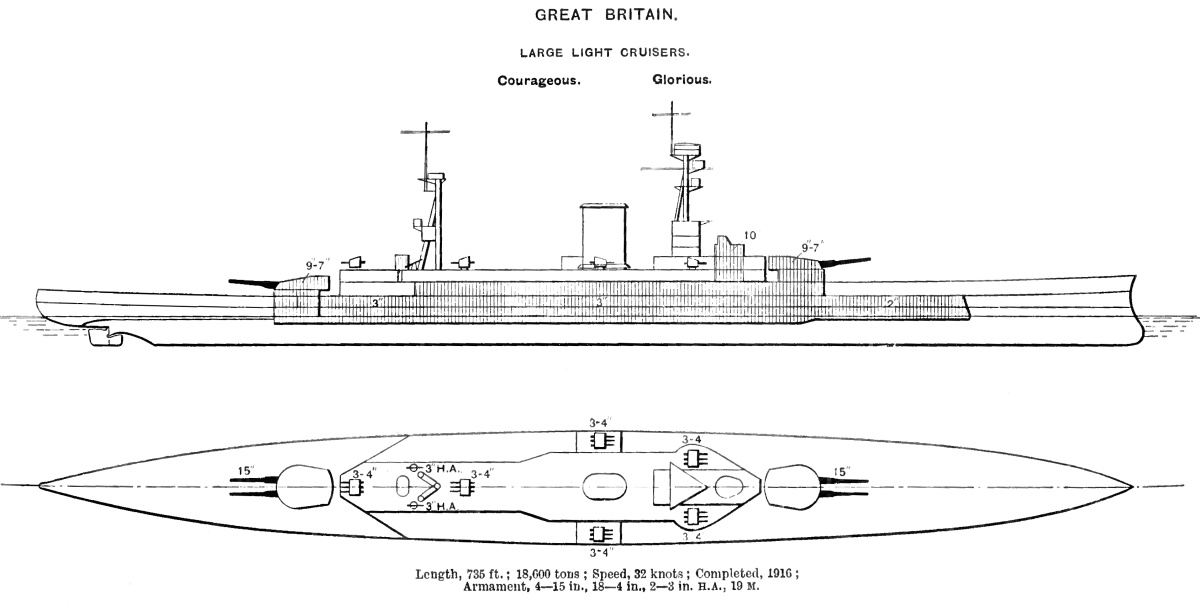
グローリアス級の武装と装甲配置図

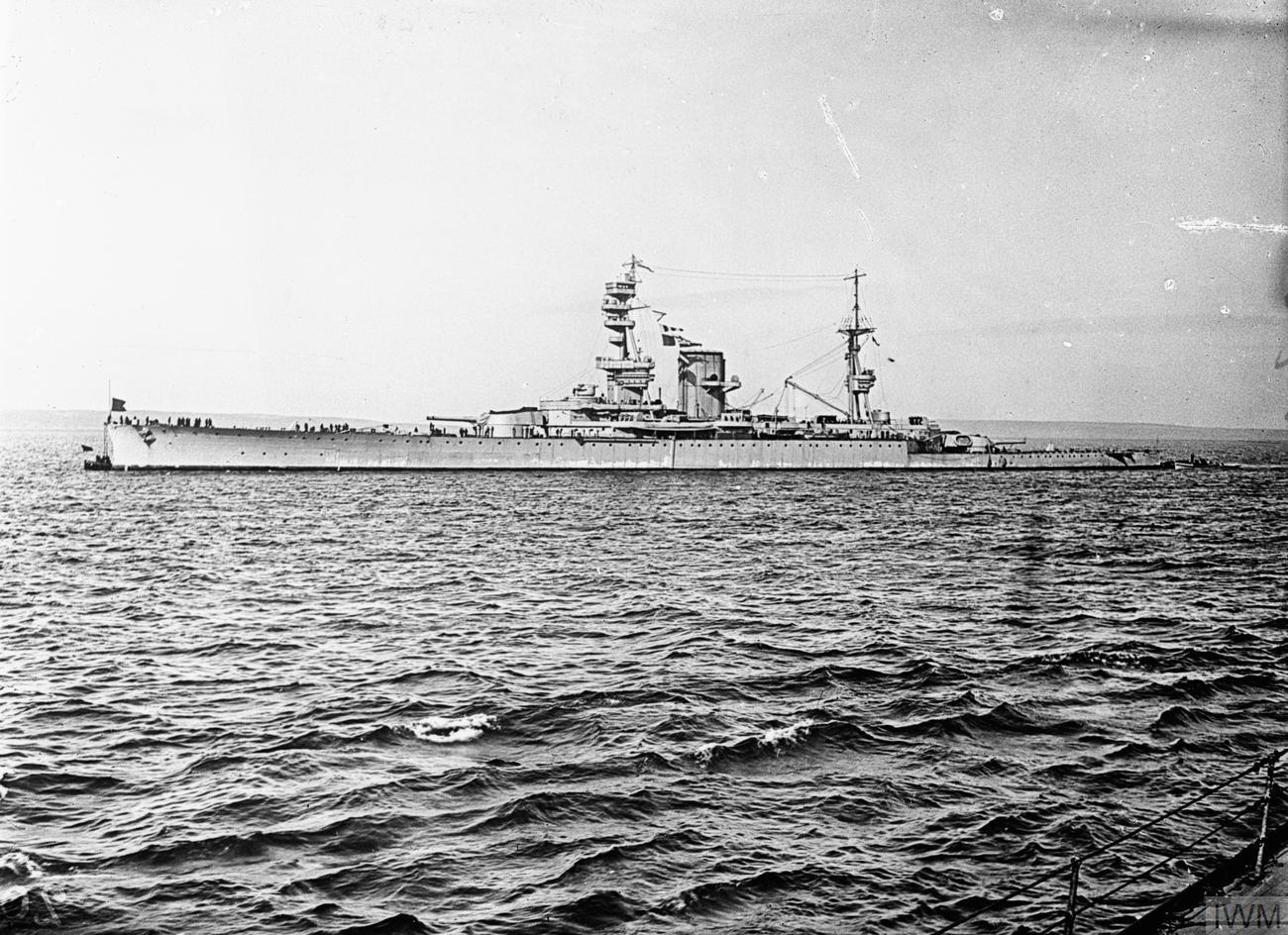
1916年12月に撮られた竣工時の「カレイジャス」。

カレイジャス級巡洋戦艦はイギリス海軍の第一次世界大戦時の戦時艦隊整備計画により建造されたクラスである。フィッシャー提督が計画した、バルト海から侵攻する上陸作戦に投入予定であった。いわゆるハッシュ・ハッシュ・クルーザーである。
19,000トン台の小型の船体は喫水を浅く設計され、カレイジャスとグローリアスは新設計の42口径15インチ（38.1センチ）連装砲塔を前後に1基ずつ搭載、フューリアスは39口径18インチ（45.7センチ）単装砲を前後に1基ずつ搭載する予定だった。高速モニターとも呼ぶべき艦であり、当初は大型軽巡洋艦（軽巡洋戦艦）として就役した。グランドフリート (Grand Fleet) においては、駆逐巡洋艦 (Cruiser Destroyer) として軽装巡洋艦部隊を掩護する役割を与えられた。第二次ヘルゴラント・バイト海戦に参加した程度で世界大戦は終結し、本級は役割を失ってしまった。
大戦後、イギリス海軍はカレイジャスとグローリアスを扱いかねていた。32ノットの高速と38.1cmの巨砲は確かに高性能ではあったが、舷側：76mm、甲板：38mmという装甲は既存の巡洋戦艦よりも防御力で劣り、更に射程が延伸する大戦後の砲戦において、38.1cm砲4門という門数は公算砲撃が行いにくい門数であった。折しも1921年11月よりワシントン会議が始まり、ワシントン海軍軍縮条約が締結される。列強各国は建造中の巡洋戦艦や戦艦を航空母艦に改造して保有する権利を獲得し、イギリスは13万5000トンの枠内で本級（カレイジャス、グローリアス、フューリアス）を純粋な空母として保有することにした（華府会議、軍縮条約保有艦艇一覧）。フューリアスは軍縮会議開催前の1921年から本格的空母改造に着手しており、1925年に多段式空母として再就役した。
なおイギリスの巡洋戦艦フッド (HMS Hood) は1920年5月に竣工し、その姉妹艦が発注済みであった。アメリカ海軍が未完成のレキシントン級巡洋戦艦を大型空母2隻（レキシントン、サラトガ）に、日本海軍が天城型巡洋戦艦を空母天城と赤城に改造したように、イギリス海軍もアドミラル級（フッド級）巡戦を空母する選択肢もあった。しかし既にフューリアスを保有している以上、その姉妹艦を空母に改造することにした。カレイジャスは1924年から28年にかけて、グローリアスは1924年から30年にかけて、空母への改造をおこなった。

### 航空母艦への改装

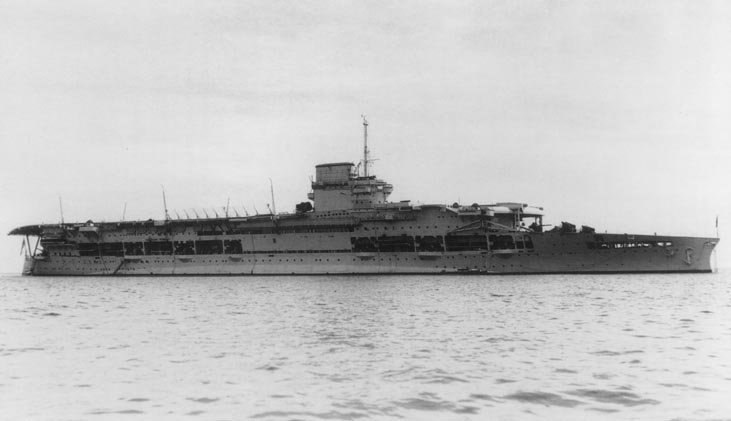
航空母艦となった「グローリアス」。側面の棒状のものは着艦機の転落防止用のパリセイド

カレイジャスとグローリアスの航空母艦への改装において手本となったのは、先に改装された準同型艦「フューリアス」の改装実績である。外観上で特徴的なのがフューリアスから取り入れられた「多段式飛行甲板」である。
イギリス海軍は、初期のイギリス空母の難点であった効果的な着艦装置を開発できなかった。このため1926年からイギリス海軍では着艦制動装置の使用を禁止してしまった。このため、着艦した艦載機を止めるために人員による制動を必要とした。そして着艦には飛行甲板の全スペースを使用するためにパリセイド（Palisaid）と呼ばれる転落防止のための柵を飛行甲板の周りに立てる始末であった。
着艦制動装置のない空母へ着艦するには、飛行甲板の全スペースを使用しなければならない。この欠点を解決する手段として、艦首に発艦専用の飛行甲板を設け、艦中央部から二段目の格納庫分だけ嵩上げして着艦専用の飛行甲板を設置した。これにより、一段高い上部飛行甲板で着艦作業を行いつつ、艦首飛行甲板からは小型で軽量な艦上戦闘機程度ならば発艦作業が行えた。ただし艦上爆撃機・艦上攻撃機クラスの航空機は、従来通り面積の広い上部飛行甲板で発艦することが必要であった。
また、艦載機数の少なさも難点の一つであったが、格納庫が二階建てとなった事により搭載機は改装前の10機から36機へと大幅に増えた。なお、格納庫の高さは1階・2階ともに4.6mであったが、艦載機の分解格納と折りたたみ機構の開発により水上機の搭載が可能となっており、水上機は艦尾からクレーンにより昇降して運用された。

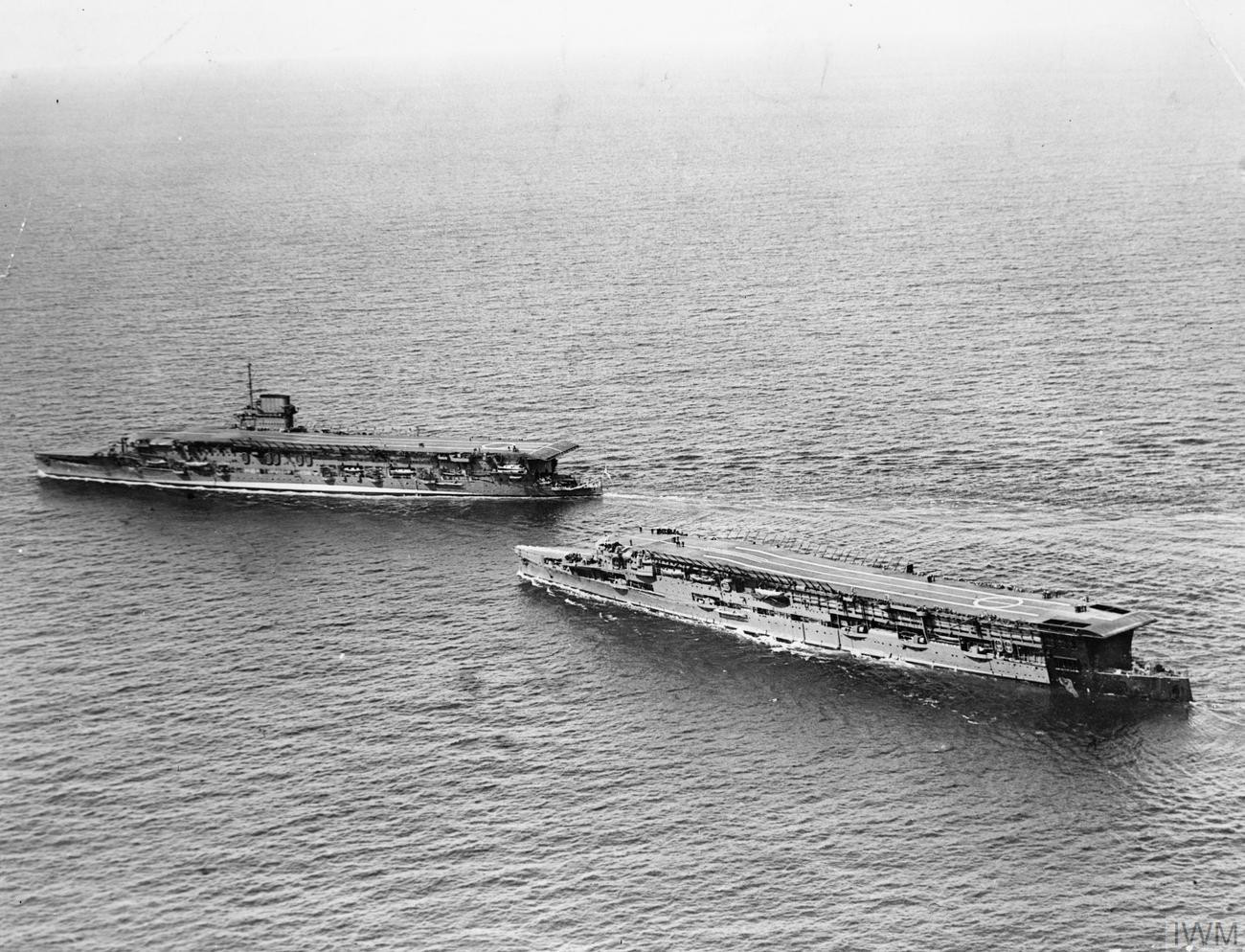
1930年代に撮られた本級（左側）と姉妹艦「フューリアス」。

この成功に気をよくしたイギリス海軍は、カレイジャスとグローリアスの改装にも同様のシステムを取り入れたのである。また、先に竣工したイギリス海軍の戦艦改造空母イーグル (HMS Eagle) 、軽空母ハーミーズ (HMS Hermes, 95) では、艦橋と煙突を一体化したアイランド型艦橋を装備した。カレイジャスとグローリアスも、先行艦にならってアイランド型艦橋となった。またイーグルとハーミーズでは三脚檣を採用したが、カレイジャスとグローリアスではトップヘビー対策に簡素な単脚檣へと改めた。また、大型軽巡洋艦時の細すぎる船体形状からくる横揺れ解消のため、艦体へ浮力用バルジを追加した。
本級は改装後は有力な航空母艦であった。しかし、次第に航空機が大型化すると艦首甲板から発艦できる艦載機が無くなってしまった。そのため、艦首甲板への格納庫ハッチを閉鎖して上部の飛行甲板を使用するしかなくなってしまった。
一方、空母の着艦制動装置は開発と進化が進んでいた。有効な鋼索横張り式着艦装置がフランス・シュナイダー社で開発され、これを導入したアメリカは改良を加えて横索式着艦装置を実用化した。イギリス海軍はこれを輸入し、1931年にはカレイジャスに英空母初の横索式着艦装置Mk1を装備した。また、艦載機の大型化に伴う滑走距離の問題は1935年～1936年頃に開発された空気圧式カタパルトを並列配置で2基を装備する事により解決され、新型機でも有効に運用できることとなった。このような状況から、本級は一線級航空母艦として第二次世界大戦をも戦う事となった。

## 設計

### 船体

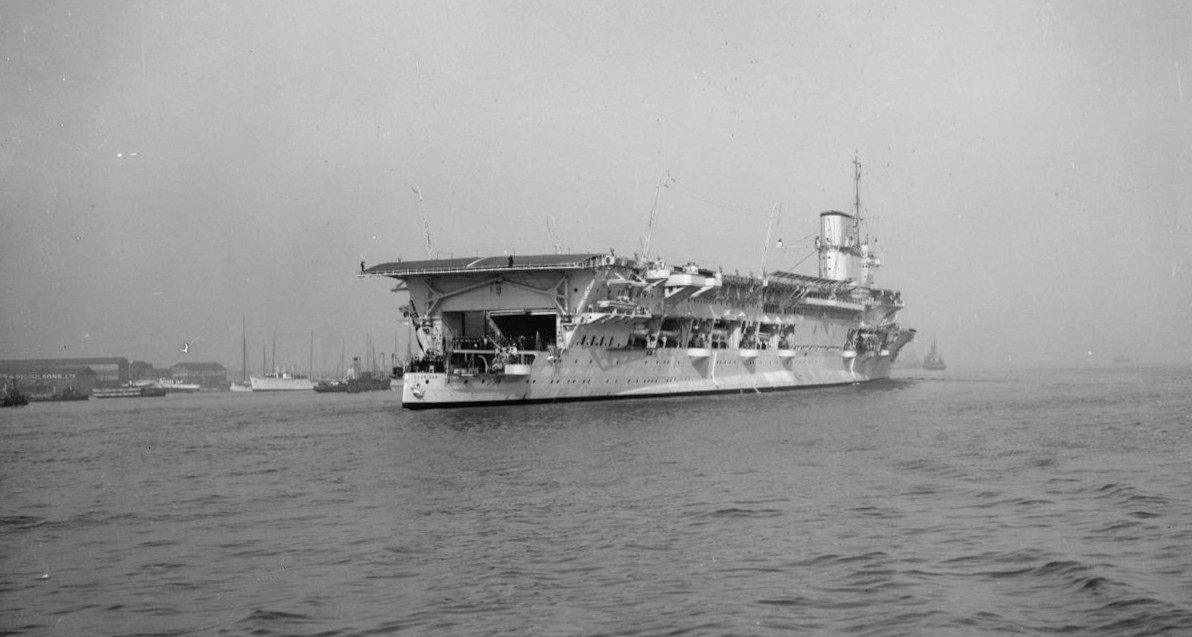
1934年に撮られた「グローリアス」。まだ艦尾の高さが低く、水上機は格納庫の後部から出し入れされた。

本級が大型軽巡洋艦として就役した当時は全長が239mもあったわりに全幅は24.7ｍと狭く、前後に長い船体形状であった。排水量が2万トン台で小型であったために水面からの乾舷が不足していたため、艦首甲板をかさ上げして凌波性を向上させた。また、航空母艦へと改装するにあたって浮力確保とトップヘビーの抑止のために水線部にバルジを追加して船体幅は27.6mへと増加した。「フューリアス」との外観の相違点は、航空指揮所を兼ねたアイランド（島型艦橋）の設置である。艦尾部のかさ上げはトップヘビーを防ぐために行われず、ここに設けられたクレーンにより水上機を運用した。
艦載機の大型化に伴い、艦首側の飛行甲板が使用できなくなったため、1930年代後半に行われた改装で艦尾部分をかさ上げし、そこに支柱を設けて上部飛行甲板を15mほど後方にオーバーハングさせる形で延長した。また、1936年に発艦を向上させるカタパルト2基が飛行甲板前部に並列で2基が設置された。

### 兵装

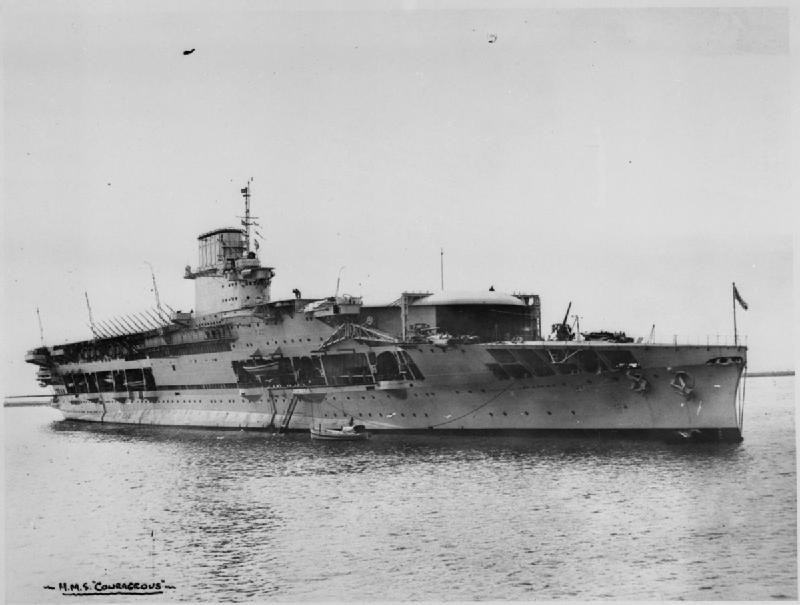
1920年代後半に撮られた「カレイジャス」。主武装12cm高角砲は舷側の低い位置に設けられたスポンソンに配置。艦首甲板上で仰角をかけているのは12cm高角砲

竣工時に搭載していた備砲はすべて撤去され、主砲として新たに「Mark VIII 12cm（40口径）高角砲」を採用した。この砲は22.7kgの砲弾を仰角45度で14,780 m、最大仰角90度で9,750 mの高度まで到達できた。旋回と俯仰は左右方向に180度旋回でき、俯仰は仰角90度、俯角5度であった。発射速度は毎分8～12発だった。これを単装砲架で艦首飛行甲板後部に片舷1基ずつ計2基、元の船体最上甲板に当たる中部甲板舷側にスポンソン（張り出し）を設けて等間隔に片舷6基計12基、更に艦尾甲板上に後ろ向きに片舷1基ずつ計2基で合計18基を装備した。
巡洋艦攻撃用の中口径砲と対空高角砲を別個にもつ「フューリアス」など従来艦に比べ、本級から主武装を高角砲に統一したことで、対空火力を飛躍的に向上させたが、せっかくの仰角90度という対空射撃の利点もトップヘビーを避けるために搭載位置を舷側配置にしたことで、上部に迫り出した格納庫に射界を狭められるなどの運用上の問題があった。
また、高角砲はシールドされておらず露天で扱うために、外洋行動時は波浪により運用が困難であった。他に近接対空火器として「4cm（39口径）ポンポン砲」を、初期は単装砲架で4基搭載したが、後に1930年代後半の改装時に同8連装砲3基へと強化された。また12.7mm（62口径）機銃を四連装砲架で2基を追加した。

### 防御

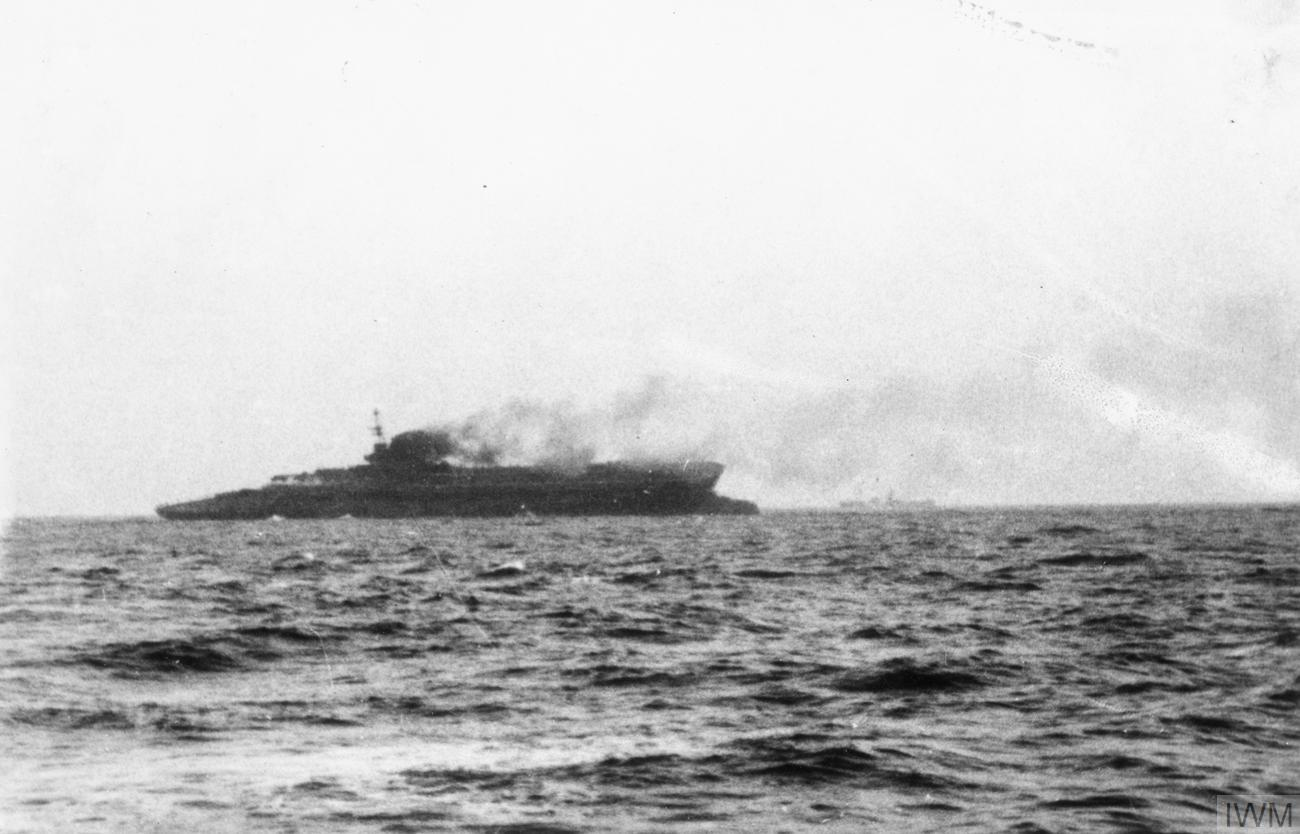
1939年に撃沈された「カレイジャス」。

本級の防御は巡洋戦艦時代の防御様式がそのまま残され、舷側防御は76mm装甲がそのまま残されたが、甲板防御は38mmから52mm装甲へとやや強化された。防御能力的に軽巡洋艦の主砲に耐えうる防御力が与えられた。また、飛行甲板の一部には25mm装甲が貼られたがこれは駆逐艦級の砲撃に耐えうる程度の防御力が与えられた。
なお、空母改装時に追加された舷側バルジの内側に38mm装甲板が貼られ、三層式の縦壁による多層水雷防御により爆薬200kgの魚雷に耐えるものとされた。しかしながら、1939年9月17日にドイツ潜水艦U-29の攻撃によりカレイジャスに魚雷2本が命中、被雷後約30分で転覆した。これは、この時までにドイツの潜水艦用魚雷の炸薬量は300kgを達成しており、改装時の想定を超えていたためだと考えられる。

### 機関
本級は新造時からイギリス海軍として初のヤーロー社の細管水管缶とギヤード・タービンを搭載しており、ヤーロー式重油専焼水管缶18基にパーソンズ式ギヤード・タービン4基4軸推進で最大出力90,000馬力で速力32ノットを発揮した。カレイジャスは公試において最大出力93,790馬力で速力31.58ノットを発揮した。
航空母艦への改装時に機関の大幅な変更は行われず、船体幅の増加に伴って最大速力は29.5ノットへと低下した。

### 注
1. ↑  空母ハーミーズの搭載機は15機、空母イーグルは18機、フューリアスは30機、カレイジャスとグローリアスは36機であった[8]。
2. ↑  カレイジャスは1939年9月17日にUボートによって、グローリアスは1940年6月8日にノルウェー沖海戦でシャルンホルスト級戦艦2隻に撃沈された[9]。
3. ↑   (一).航行序列　大英艦隊（Grand Fleet）ノ北海航行ニ於ケル一般配置次ノ如シ[13]　第一列.軽装巡洋艦隊.各艦ノ距離ハ約五哩トナシ其列長約三十哩.／第二列　駆逐巡洋艦隊.三隻（即チ「グローリアス」.「フューリアス」及「カレッヂアス」）(以下略)第二列ノ駆逐巡洋艦隊ハ一名「クルーザー・デストロイアー」通称「ハッシュ・ボート」ト称スルモノニシテ快速力ト重砲ノ威力トヲ有スルヲ以テ第一列軽装巡洋艦ヲ保護シ敵巡洋艦ヲ撃破セントスルニ至リ(以下略)
4. ↑  フューリアスは前部の主砲を搭載せず、格納庫と飛行甲板を装備した状態で1917年に竣工した[15]。第一次改装時に後部主砲を撤去し後部にも飛行甲板をもうけたが、艦中央部の構造物（艦橋、煙突）はそのままだった[16]。
5. ↑  この時点で就役済みのイギリス空母は2隻（アーガス、イーグル）、空母ハーミーズが建造中（1918年起工、1924年2月竣工）[18]、フューリアスが改造工事中だった[19]。
6. ↑  天城は関東大震災で破損し、加賀が戦艦から空母に改造された[24]。